# Chim sẻ ma cà rồng
Chim sẻ ma cà rồng (Danh pháp khoa học: Geospiza difficilis septentrionalis) là một loại chim sẻ thông cỡ nhỏ bản địa của quần đảo Galápagos. Đây là một phân loài của loài chim Geospiza difficilis) chúng là loài đặc hữu của đảo Wolf và đảo Darwin. Kích thước nhỏ bé, bề ngoài hoàn toàn bình thường nhưng ngoài việc ăn hạt giống và ấu trùng, loài chim sẻ đáng sợ này còn hút máu của những con chim lớn hơn bằng cách dùng chiếc mỏ sắc nhọn của mình làm bị thương đuôi một số con chim lớn và uống máu của chúng Hành động hút máu động vật khác của loài chim sẻ này khiến cơ hội sống sót của nó trong điều kiện khắc nghiệt nhiều hơn.

## Sinh học
Loài chim này nổi tiếng nhất với chế độ ăn khác thường. Khi các nguồn thay thế khan hiếm, chim sẻ ma cà rồng thỉnh thoảng kiếm ăn
bằng cách uống máu của các loài chim khác, chủ yếu là chim điên Nazca và chim điên chân xanh, mổ vào da của chúng bằng mỏ sắc nhọn của chúng cho đến khi máu tuôn ra. Thật kỳ lạ, những con chim điên bị hút máu không chống trả lại lại điều này. Có giả thuyết cho rằng hành vi này phát triển từ hành vi mổ mà chim sẻ dùng để làm sạch ký sinh trùng khỏi bộ lông của các con chim điên. Chim sẻ ma cà rồng cũng ăn trứng, ăn trộm trứng ngay sau khi chúng được đẻ và lăn chúng (bằng cách đẩy chúng bằng chân và dùng mỏ làm trụ) vào đá cho đến khi chúng vỡ ra. Cuối cùng là phân chim và cá còn sót lại từ những kẻ săn mồi khác cũng được dùng làm lựa chọn làm thứcăn.
Thông thường hơn đối với những con chim sẻ ma cà rồng, nhưng vẫn không bình thường trong số Geospiza, chúng cũng lấy mật hoa từ lê gai Galápagos (Opuntia echio var.  Gigantea ) ít nhất là vào đảo Wolf. Lý do cho những thói quen kiếm ăn kỳ lạ này là do thiếu nước ngọt trên các hòn đảo quê hương của những loài chim này. Tuy nhiên, thành phần chính trong chế độ ăn của chúng được làm từ hạt và động vật không xương sống như đồng loại của chúng.